# Berbère standard algérien
Le berbère standard algérien, est une langue standardisée — en cours de développement — des langues berbères d'Algérie.
Le processus de standardisation est largement basé sur les travaux de Mouloud Mammeri : le dictionnaire et le précis de grammaire berbère kabyle  (ISBN 9782906659001).